# Scania simillima
Scania simillima là một loài bướm đêm thuộc họ Noctuidae. Nó được tìm thấy ở vùng Magallanes và Antartica Chilena của Chile và Neuquén, San Martín de los Andes và Bariloche in Argentina.
Sải cánh dài 33–35 mm. Con trưởng thành bay từ tháng 1 đến tháng 2.